# Zeitgeist (альбом The Smashing Pumpkins)
| Совокупная оценка    | Совокупная оценка |
| Источник             | Оценка            |
| -------------------- | ----------------- |
| Metacritic           | (59/100)          |
| Оценки критиков      |                   |
| Источник             | Оценка            |
| Allmusic             | [ 7 ]             |
| Drowned in Sound     | (5/10)            |
| Entertainment Weekly | B                 |
| The Guardian         | [ 10 ]            |
| Melodic              | [ 11 ]            |
| Pitchfork Media      | (4.9/10)          |
| PopMatters           | [ 13 ]            |
| Rolling Stone        | [ 14 ]            |
| Spin                 | (7/10)            |
| Stylus Magazine      | D+                |

Zeitgeist —  седьмой студийный альбом американской рок-группы The Smashing Pumpkins, был издан 6 июля 2007 года на лейбле Reprise Records. Это первый альбом коллектива за семь лет — с момента выхода Machina II/The Friends & Enemies of Modern Music (2000), после чего группа была распущена, и сформирована вновь спустя пять лет — с изменённым составом. Альбом хорошо дебютировал в чартах (благодаря ажиотажу вокруг новой записи Pumpkins) — добравшись до второго места в американском Billboard, но быстро растерял популярность и получил смешанные отзывы от критиков. 1 февраля 2008 года, Zeitgeist получил «золотой» сертификат от RIAA. Эта запись стала последней работой коллектива с барабанщиком Джимми Чемберлином, который покинул группу в 2009 году.

## Об альбоме
После того как The Smashing Pumpkins были расформированы в 2000 году, Корган и Чемберлин воссоединились для участия в супергруппе Zwan, вместе с музыкантами из: Slint, Chavez и A Perfect Circle. Новоиспечённый коллектив выпустил один альбом — Mary Star of the Sea, после чего прекратили свою деятельность (в 2003 году). Затем, Чемберлин создал проект — The Jimmy Chamberlin Complex, а Корган сосредоточился на записи сольной пластинки. 21 июня 2005 года, в день выхода своего нового альбома — TheFutureEmbrace Корган дал большое интервью газетам Chicago Tribune и Chicago Sun-Times где сообщил, что он «планирует возродить The Smashing Pumpkins». Вскоре, Чемберлин объявил, что он будет участвовать в воссоединении группы. В ноябре 2005 года, вместе с Корганом, он переехал в Скоттсдейл, штат Аризона, где музыканты начали репетировать и сочинять новые песни. В течение трех недель, они определились с текущим музыкальным направлением группы, и решили, что готовы начать запись нового альбома.
20 апреля 2006 года, на официальном сайте Pumpkins появилось подтверждение, что группа воссоединилась и начала работу над новым альбомом. Позже, там же было объявлено, что продюсером пластинки будет — Рой Томас Бейкер. Однако, оставался вопрос — будут ли участвовать в записи другие, бывшие члены группы. В апреле 2007 года, Джеймс Иха и Мелисса Ауф дер Мор заявили, что они не принимали участие в воссоединении.

## Список композиций
Слова и музыка всех песен — Билли Корган.
| №   | Название                      | Продюсеры                                                         | Длительность |
| --- | ----------------------------- | ----------------------------------------------------------------- | ------------ |
| 1.  | «Doomsday Clock»              | Билли Корган, Джимми Чемберлин                                    | 3:44         |
| 2.  | «7 Shades of Black»           | Билли Корган, Джимми Чемберлин                                    | 3:17         |
| 3.  | «Bleeding the Orchid»         | Билли Корган, Джимми Чемберлин                                    | 4:03         |
| 4.  | «That's the Way (My Love Is)» | Билли Корган, Джимми Чемберлин, Терри Дэйт                        | 3:48         |
| 5.  | «Tarantula»                   | Билли Корган, Джимми Чемберлин                                    | 3:51         |
| 6.  | «Starz»                       | Билли Корган, Джимми Чемберлин, Рой Томас Бейкер                  | 3:43         |
| 7.  | «United States»               | Билли Корган, Джимми Чемберлин                                    | 9:52         |
| 8.  | «Neverlost»                   | Билли Корган, Джимми Чемберлин, Терри Дэйт                        | 4:20         |
| 9.  | «Bring the Light»             | Билли Корган, Джимми Чемберлин, Рой Томас Бейкер                  | 3:40         |
| 10. | «(Come On) Let's Go!»         | Билли Корган, Джимми Чемберлин, Терри Дэйт                        | 3:19         |
| 11. | «For God and Country»         | Билли Корган, Джимми Чемберлин, Терри Дэйт                        | 4:24         |
| 12. | «Pomp and Circumstances»      | Билли Корган, Джимми Чемберлин, Рой Томас Бейкер (дополнительный) | 4:21         |

| №   | Название    | Продюсеры                      | Длительность |
| --- | ----------- | ------------------------------ | ------------ |
| 13. | «Zeitgeist» | Билли Корган, Джимми Чемберлин | 2:49         |

| №   | Название                      | Продюсеры                                  | Длительность |
| --- | ----------------------------- | ------------------------------------------ | ------------ |
| 1.  | «Doomsday Clock»              |                                            | 3:44         |
| 2.  | «7 Shades of Black»           |                                            | 3:17         |
| 3.  | «Bleeding the Orchid»         |                                            | 4:03         |
| 4.  | «That's the Way (My Love Is)» |                                            | 3:48         |
| 5.  | «Tarantula»                   |                                            | 3:51         |
| 6.  | «Starz»                       |                                            | 3:43         |
| 7.  | «United States»               |                                            | 9:52         |
| 8.  | «Death from Above»            | Билли Корган, Джимми Чемберлин, Терри Дэйт | 4:07         |
| 9.  | «Bring the Light»             |                                            | 3:41         |
| 10. | «(Come On) Let's Go!»         |                                            | 3:19         |
| 11. | «Neverlost»                   |                                            | 4:20         |
| 12. | «Stellar»                     | Билли Корган, Джимми Чемберлин             | 6:22         |
| 13. | «Ma Belle»                    | Билли Корган, Джимми Чемберлин, Терри Дэйт | 4:08         |
| 14. | «For God and Country»         |                                            | 4:24         |
| 15. | «Pomp and Circumstances»      |                                            | 4:21         |

## Участники записи
| The Smashing Pumpkins - Джимми Чемберлин — ударные, перкуссия, продюсирование - Билли Корган — вокал, гитара, бас-гитара, клавишные, продюсирование Производство - Рой Томас Бейкер — продюсирование и звукозапись (треки 6, 9, 12), доп. продюсир-е (треки 5, 12), микширование - Терри Дэйт — продюсирование (треки 4, 8, 10, 11), звукозапись (все, кроме треков 6, 9) - Брюс Диксон, Джастин Корриган — фотосессия, арт-супервайзер - Шепард Фейри — обложка, дизайн - Стивен Маркуссен — мастеринг - Крис Оуэнс, Кевин Майллз, Алекс Певлайдес, Зефирус Сойерс, Бо Джо, Дэйви Райли — ассистенты звукоинженера - Ванесса Пэрр, Ноэл Занканелла — ассистенты (микширование) - Мэтт Тэйлор — дизайн упаковки - Бьорн Торсруд — звукозапись (треки 1, 2, 3, 5, 7, 12), ассистент (микширование) - Кристина Вагнер — продюсер фотосессии | Переиздание (персонал) - Кристин Бёрнс — фотографии «в студии» - Линда Стрэвберри — фото-иллюстрации «в студии» Inside the Zeitgeist - Пол Браун — режиссёр видеоклипов «Tarantula» и «That’s the Way (My Love Is)» - Кристин Бёрнс, Лиза Джонсон — фотографии - Брюс Диксон — оператор - Уилл Кнэпп — монтаж - Джейнелл Лопез — продюсирование - Джаред Пол, Девин Сарно, Роб Гордон — исполнительные продюсеры |

## Хит-парады
| Год  | Чарт                           | Высшая позиция |
| ---- | ------------------------------ | -------------- |
| 2007 | Billboard 200                  | 2              |
| 2007 | New Zealand RIANZ Albums Chart | 1              |
| 2007 | Canadian Albums Chart          | 1              |
| 2007 | UK Album Chart                 | 4              |
| 2007 | Irish Albums Chart             | 5              |
| 2007 | Swiss albums chart             | 5              |
| 2007 | Italian albums chart           | 5              |
| 2007 | German Albums Chart            | 7              |
| 2007 | Dutch albums chart             | 7              |
| 2007 | Australian albums chart        | 7              |
| 2007 | Portuguese albums chart        | 7              |
| 2007 | Danish albums chart            | 14             |

| Год  | Сингл                         | Чарт                   | Высшая позиция |
| ---- | ----------------------------- | ---------------------- | -------------- |
| 2007 | «Tarantula»                   | Billboard Hot 100      | 54             |
| 2007 | «Tarantula»                   | Modern Rock Tracks     | 2              |
| 2007 | «Tarantula»                   | Mainstream Rock Tracks | 6              |
| 2007 | «Tarantula»                   | Danish Singles Chart   | 14             |
| 2007 | «Tarantula»                   | Hot Digital Songs      | 44             |
| 2007 | «Tarantula»                   | Irish Singles Chart    | 44             |
| 2007 | «Tarantula»                   | Mainstream Pop 100     | 50             |
| 2007 | «Tarantula»                   | UK Singles Chart       | 59             |
| 2007 | «That's the Way (My Love Is)» | Modern Rock Tracks     | 23             |
| 2007 | «That's the Way (My Love Is)» | Mainstream Rock Tracks | 32             |
| 2007 | «That's the Way (My Love Is)» | UK Singles Chart       | 94             |